# 血斗水滸伝 怒涛の対決
- 血斗水滸傳 怒涛の対決
- 血斗水滸伝 怒涛の対決
- 血斗水滸伝 怒濤の対決
- 血闘水滸伝 怒濤の対決

『血斗水滸傳 怒涛の対決』（けっとうすいこでん どとうのたいけつ）は、1959年（昭和34年）8月9日公開の日本映画である。東映製作・配給。監督は佐々木康。カラー、東映スコープ、114分。
講談の『天保水滸伝』をもとにした峰岸義一の小説『丁半』を映画化したオールキャスト作品である。配収は3億1019万円で、1959年度の邦画配収ランキング第3位となった。

## スタッフ
- 監督：佐々木康
- 脚本：高岩肇
- 原作：峰岸義一
- 企画：坪井与、辻野公晴、玉木潤一郎、坂巻辰男、田口直也
- 撮影：三木滋人
- 音楽：山田栄一
- 美術：川島泰三

## キャスト
- 笹川繁蔵：市川右太衛門

- 洲の崎の政吉：中村錦之助
- 雪崩の吉松：大川橋蔵
- 清滝の佐吉：東千代之介

- 板割の浅太郎：里見浩太朗
- 小天狗の美代太：伏見扇太郎
- 真田の文次：尾上鯉之助
- 勢力の富五郎：若山富三郎

- お咲：丘さとみ
- お光：大川恵子
- 芸妓小萩：雪代敬子
- 舞妓清香：花園ひろみ
- お滝：千原しのぶ
- およし：喜多川千鶴

- 真田の亀太郎：南郷京之助
- 黒駒勝蔵：堀正夫
- 秩父の勘蔵：木南兵介
- 清水の次郎長：梅沢昇
- 鬼王の辰五郎：瀬川路三郎
- 大河原斉：小田部通麿
- 本郷の留五郎：尾上華丈
- 油田の六郎次：月形哲之介
- 羽斗の忠吉：杉狂児

- 天作の忠太郎：片岡栄二郎
- あやめ祭の見物：東竜子
- 仲居：赤木春恵
- 娘義太夫の座頭：松浦築枝
- 成田の甚蔵：阿部九洲男
- 高神の庄太郎：清川荘司
- 大道寺平馬：明石潮
- 勧進相撲の行事：高松錦之助
- 鉄：百々木直
- 又左衛門：武田正憲
- 馬乗りの伊七：仁礼功太郎
- お祭りの世話役：団徳麿
- 信夫の常吉：吉田義夫
- 清水の頑鉄：市川小太夫
- 大町和助：徳大寺伸

- 飯岡助五郎：進藤英太郎
- 大前田英五郎：山形勲
- 神楽獅子の大八：加賀邦男
- 勝んぺ：堺駿二
- 三浦屋孫次郎：原健策
- 干潟の庄吉：薄田研二

- 八千草：美空ひばり

- お静：長谷川裕見子
- お豊：花柳小菊

- 平手造酒：大友柳太朗

- 中山誠一郎：月形龍之介
- 夏目の新助：大河内傳次郎

- 国定忠治：片岡千恵蔵